# VdB 109
vdB 109 è una nebulosa a riflessione visibile nella costellazione dell'Ofiuco.
Si trova nella parte meridionale della costellazione, a nord della Nube di Rho Ophiuchi, una grande nube molecolare in cui sono attivi processi di formazione stellare. vdB 109 è un debole velo nebuloso che si estende di fronte alla stella HD 150416, una gigante gialla di classe spettrale G8III e magnitudine 4,93; la misura della parallasse di questa stella indica una distanza pari a circa 120 parsec (391 anni luce) dal sistema solare, una distanza compatibile con quella della Nube di Rho Ophiuchi e delle nubi oscure ad essa associate, come il lungo filamento B41, cui è legata la nebulosa a riflessione IC 4601. Questa nube in particolare è situata entro poche decine di parsec dall'associazione Scorpius OB2, legata all'Associazione Scorpius-Centaurus.